# Komuz jezici
Komuz jezici, malena skupina nilsko-saharskih jezika koja se grana na dvije osnovne podskupine iz Etiopije i Sudana. Dijeli se na: a) Gumuz iz Etiopije s jezikom gumuz, preko 120.000 govornika (1998) i b) Koman (5 jezika) Etiopija i Sudan s jezicima gule, komo, kwama, opuuo, uduk.

## Vanjske poveznice
- Ethnologue (14th)
- Ethnologue (15th)